# CNQX
CNQX（6-シアノ-7-ニトロキノキサリン-2,3-ジオン）は非NMDA型グルタミン酸受容体のアンタゴニスト。AMPA受容体、カイニン酸受容体の両者を阻害する。分子式は C9H4N4O4 で表され、分子量は 232.16 である。CAS登録番号 [115066-14-3]。脂溶性であり、神経科学実験の現場においてはしばしば DMSO に溶解させて使用される。ただし、右図右端に見られる2つの二重結合酸素原子をイオン化させ (−O−)、ナトリウム塩に変化させた水溶性タイプも市販されている。